# Takehara City Historical Folkmuseum
Das Takehara City Museum of History and Folklore (engl. für japanisch 竹原市歴史民俗資料館 Takehara-shi rekishi minzoku shiryōkan) ist ein japanisches Museum für Volkskunst in Takehara City in Hiroshima Prefecture.

## Übersicht
Takehara ist eine Stadt, die als „Klein-Kyōto von Aki“ (安芸の小京都 Aki no shō-Kyōto) florierte. In der Mitte der Edo-Zeit befand sich in dieser Gegend ein Herrenhaus von Shioya Michiseki (塩谷 道碩), einem Arzt und konfuzianischen Gelehrten. 1793, nach Shioyas Tod, gründeten seine Schüler Yori Shunsui (頼 春水) und Yori Shunfū (頼 春風) die akademische Schule „Takehara Shoin“ (竹原書院). Das Takehara Shoin-Gebäude brannte 1813 nieder, der Verein wurde aber 1910 als „Takehara Shoin“ (社団法人 竹原書院, Shadanhōjin Takeharashoin) wiedergegründet. Im Jahr 1929 wurde die städtische „Takehara Shoin-Bibliothek“ (竹原書院図書館), ein Gebäude im westlichen Stil, fertiggestellt und 42 Jahre lang als öffentliche Bibliothek genutzt.
Im November 1958 schlossen sich Takehara Town (竹原町 Takahara-chō) und Tadanoumi Town (忠海町 Tadanoumi-chō) im Toyota District (Toyota-gun) zu Takehara City (Takehara-shi) zusammen, wobei die englische Übersetzung der Bibliothek in Takehara Shoin Library geändert wurde, der Name in shiritsu toshokan Takehara shoin (市立図書館竹原書院), „Stadtbibliothek Takehara Shoin“. 1972 wurde die „Takehara Welfare Hall“ (engl. für das Takehara fukushi kaikan, 竹原福祉会館) auf dem ehemaligen Gelände einer Salzpfanne/Meeressaline auf Neulandgebiet in der Flussmündung fertiggestellt, und die städtische Takehara Shoin-Bibliothek wurde in die Takehara Welfare Hall verlegt.
Nach dem Umzug der Bibliothek blieb das Gebäude im westlichen Stil leer, doch im Juni 1980 wurde dort das „Takehara City History and Folklore Museum“ eröffnet. Das Museum zeigt Material zur Geschichte der lokalen Salzproduktion sowie andere Aspekte der Stadtgeschichte und -kultur, so zu bekannten Persönlichkeiten wie beispielsweise Masataka Taketsuru (1894–1979), der als Begründer der japanischen Whiskey-Produktion gilt.